# Anatrytone logan
Delaware Skipper' (Anatrytone logan) là một loài bướm ngày Bắc Mỹ thuộc họ Hesperiidae, phân họ Hesperiinae (bướm nâu cỏ).
Loài này phân bố ở miền nam Prairies, Canada và bắc Ontario và về phía nam qua trung tây và các bang phía đông của US.

## Miêu tả
Cả con đực và cái đều có màu vàng cam với các viền nâu đen và rìa cánh đen.
Sải cánh dài 26 –30 mm.

## Hình ảnh

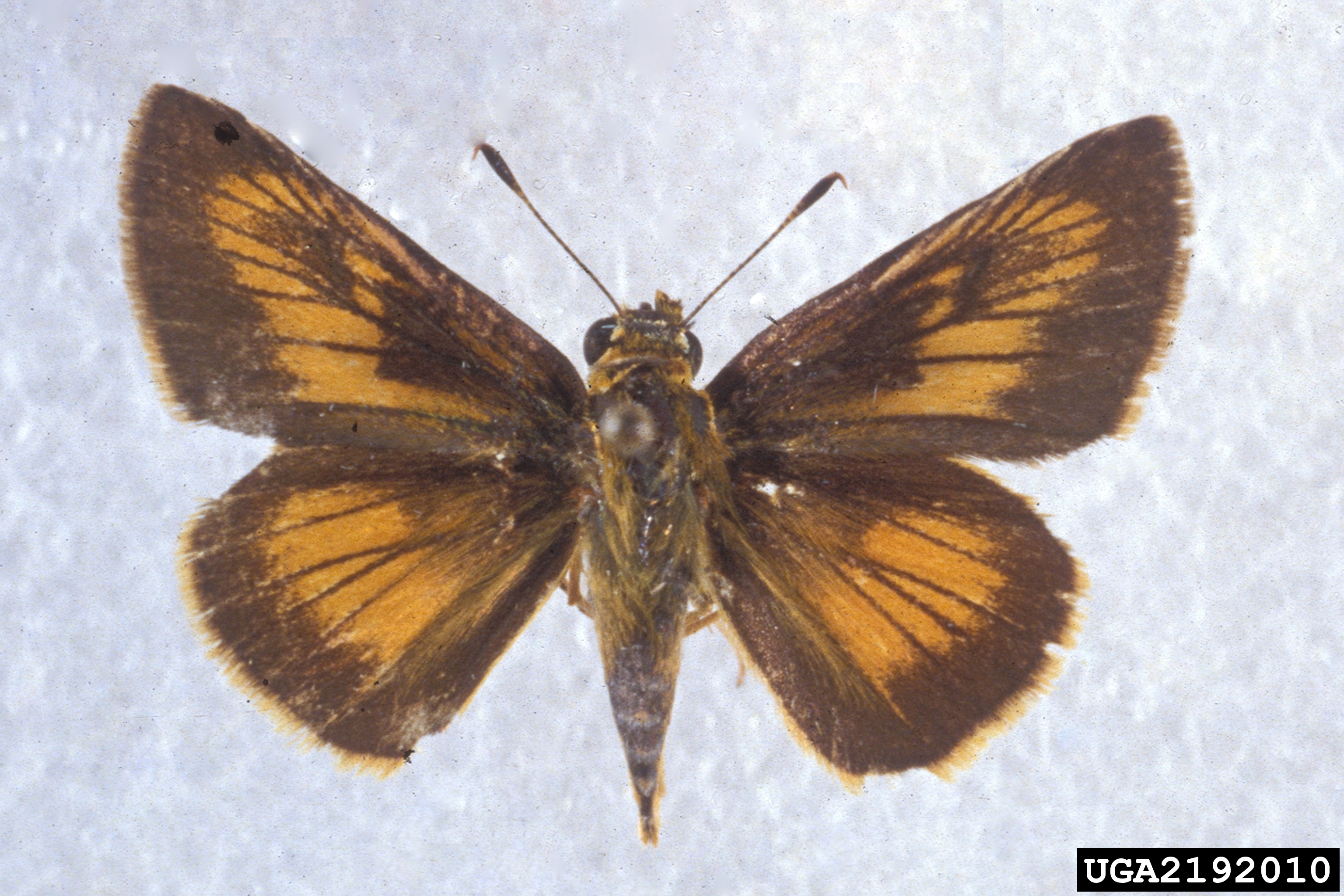
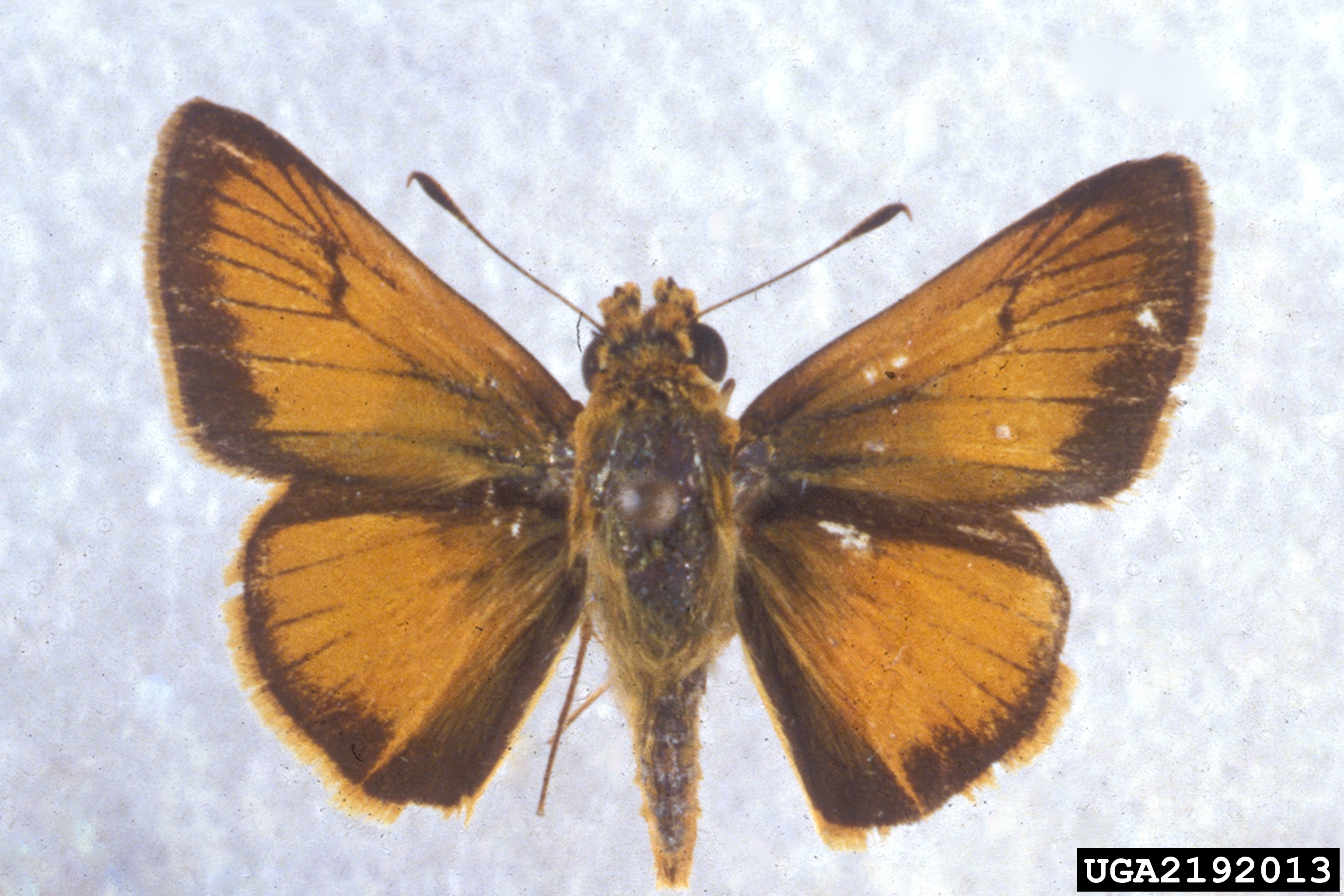
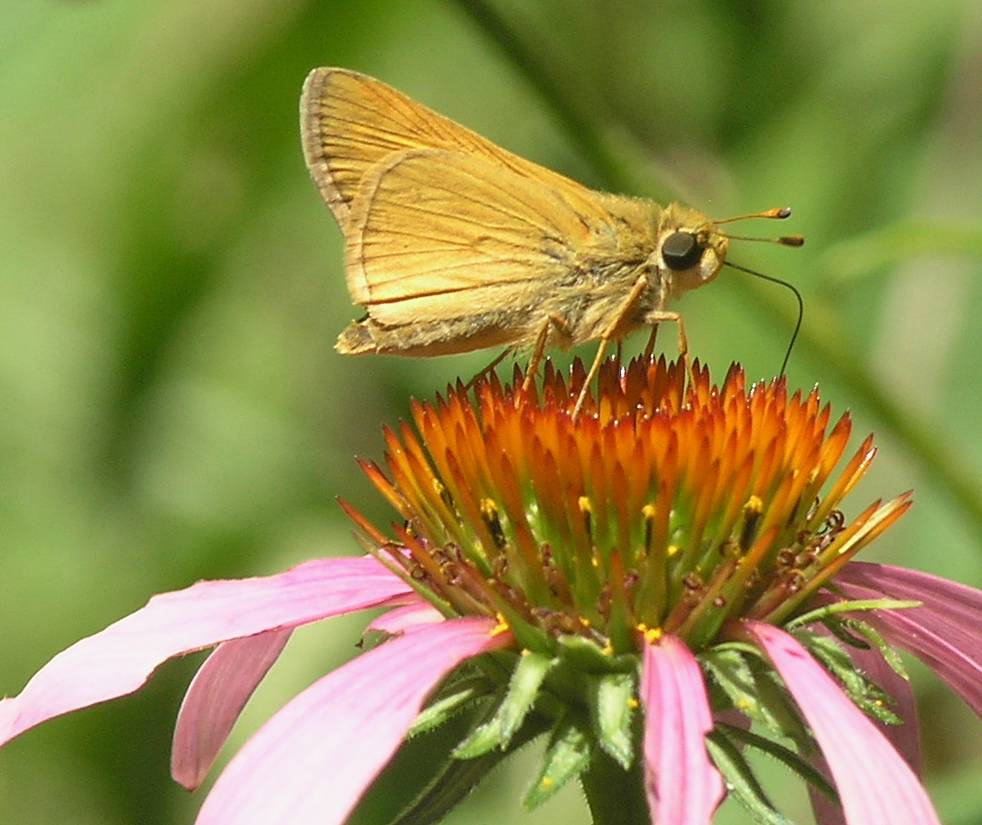